# Земанова, Ивана

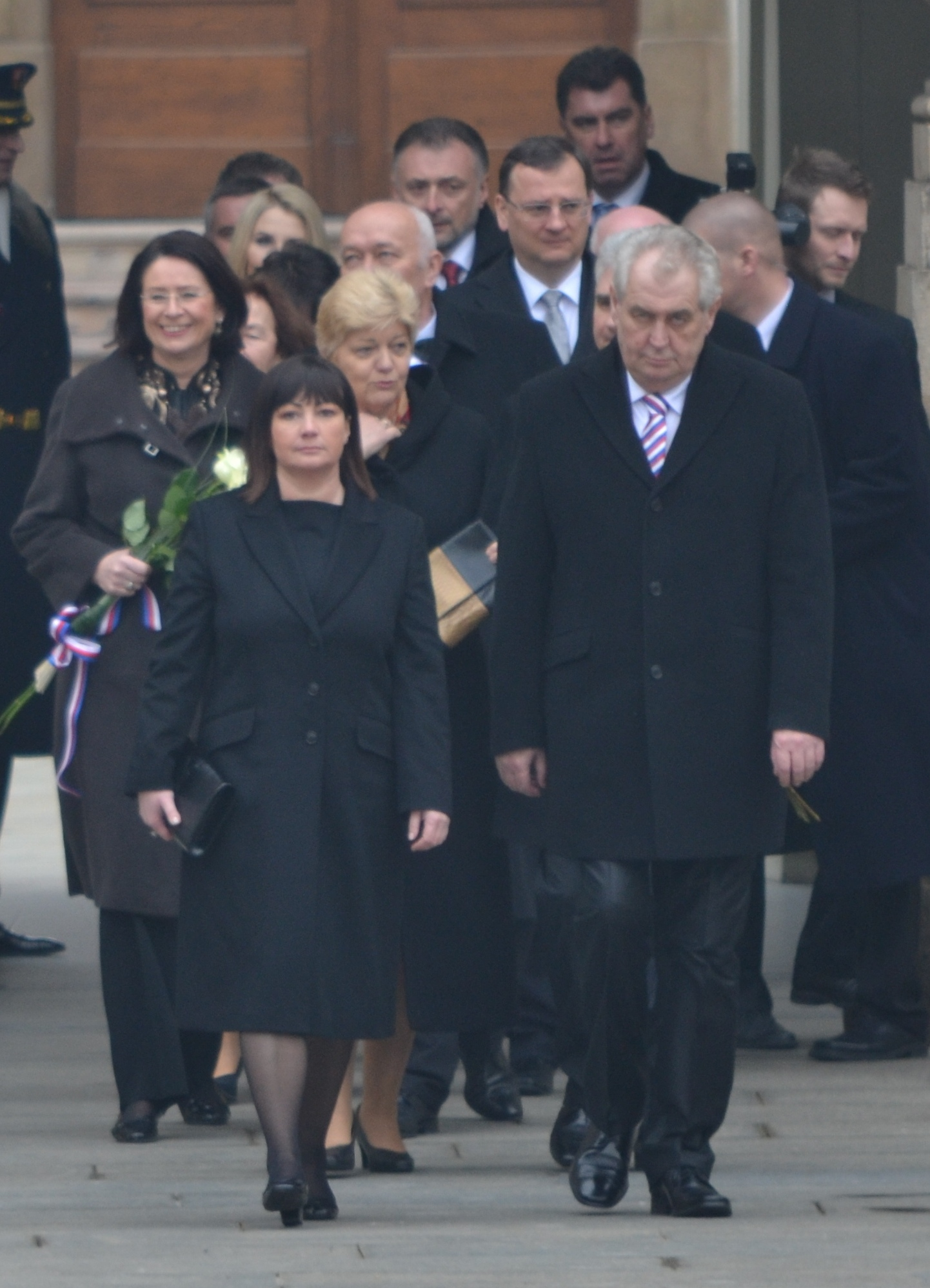
Милош Земан и Ивана Земанова во время инаугурации в 2013 г. в Праге

Ивана Земанова (урождённая — Беднарчикова) (чеш. Ivana Zemanová; 29 апреля 1965, Бистршице-над-Пернштейнем, Высочина, ЧССР) — чешский политик, экономист, супруга президента Чехии Милоша Земана, первая леди Чехии с 8 марта 2013 по 8 марта 2023 года.

## Биография
Её отец Павел Беднарчик был политзаключенным. Во время учёбы в гимназии был арестован и вместе с несколькими другими учениками обвинен в государственной измене. В 1949 году суд приговорил его к трём годам лишения свободы, после был отправлен работать на урановые рудники.
Изучала романскую филологию на факультете искусств в Университете имени Масарика в Брно. В 1990 году познакомилась с Милошем Земаном, в то время членом парламента и научным сотрудником Прогностического института Чехословацкой академии наук. С осени 1990 года стала его помощницей.
До 2003 года была членом Чешской социал-демократической партии.
2 августа 1993 года стала второй женой Милоша Земана, ранее разведённого (в 1978) и на 20 лет старше её. 1 января 1994 года у них родилась дочь Катержина.
В 2001–2002 годах занималась продвижением и спонсорством проекта «Чешский культурный сезон во Франции 2002», организованного Министерством культуры Чехии, в 2010 году работала руководителем торгового отдела Mold Vin CZ
В 1998—2002 годах её муж занимал пост премьер-министра страны, а с 8 марта 2013 по 8 марта 2023 года — президента Чехии.